# Carl Schmitz
Carl Schmitz (24 oktober 1967) is een Belgische radiopresentator en voice-over.

## Loopbaan
Carl Schmitz begon met radiomaken op zijn vijftiende, toen hij in 1983 als presentator begon bij een lokale radio in Lint. Vervolgens werkte hij bij een aantal lokale en regionale radiostations. In 1998 maakte hij de overstap naar de Vlaamse Media Maatschappij (VMMa), in afwachting van de komst van de eerste Belgische nationale commerciële radiozender. Bij de VMMa stond hij mee aan de wieg van de radionetwerken TOPradio en Radio Mango.
Toen Qmusic op 12 november 2001 van start ging, begon hij daar met de presentatie van het namiddagblok tussen 14.00 en 16.00 uur. Hij werd tevens de huisstem van Qmusic België. Van 2003 tot 2009 was hij ook stationstem van tv-zender VTM.
Op 21 augustus 2014 maakte Schmitz bekend dat hij een overstap ging maken naar JOE fm. Hij verliet Qmusic op hetzelfde moment als Nathalie Delporte, die ook naar Joe verhuisde. Zijn laatste uitzending deed hij op 26 augustus 2014 tussen 13 en 16 uur in het Q-Beachhouse. Hij werkte dertien jaar voor Qmusic.
Sinds september 2014 presenteert Schmitz bij Joe het namiddagblok tussen 13 en 16 uur.

## Trivia
- In 2019 liet Schmitz een haartransplantatie uitvoeren, wat hem na dertig jaar een nieuwe haartooi gaf.[5]